# Sexualidade fluida
A fluidez sexual descreve uma ou mais alternâncias na sexualidade ou na identidade sexual. A orientação sexual é estática, estável e imutável para a grande maioria das pessoas, mas alguns estudos indicam que algumas pessoas são suscetíveis de passar por mudanças de orientação sexual, o que é mais frequente entre mulheres. Não há evidências científicas de que a orientação sexual possa ser alterada através da psicoterapia. A identificação sexual pode mudar ao longo da vida de um indivíduo e pode ou não se alinhar ao sexo biológico, comportamento sexual ou orientação afetiva real.
O consenso científico é que a orientação sexual não é uma escolha. Não há consenso sobre a causa exata do desenvolvimento de uma orientação sexual, mas as influências genéticas, hormonais, sociais e culturais foram examinadas. Os cientistas acreditam que isso é causado por uma complexa interação de influências genéticas, hormonais e ambientais. Embora nenhuma teoria isolada sobre a causa da orientação sexual tenha ganhado amplo apoio, os cientistas são a favor de teorias baseadas em biologia. Pesquisas ao longo de várias décadas demonstraram que a orientação sexual varia ao longo de um continuum, da atração exclusiva ao sexo oposto à atração exclusiva ao mesmo sexo.
Os resultados de um estudo longitudinal em larga escala de Savin-Williams, Joyner e Rieger (2012) indicaram que a estabilidade da identidade da orientação sexual durante um período de seis anos era mais comum que a mudança, e que a estabilidade era maior entre homens e aqueles identificando-se como heterossexual. Embora a estabilidade possa ser mais comum que a mudança, ocorrem mudanças na identidade da orientação sexual e a grande parte das pesquisas indica que sexualidade feminina é mais fluida que a masculina. Isso pode ser atribuído à maior plasticidade erótica das mulheres ou a fatores socioculturais que socializam as mulheres para serem mais abertas à mudança. Devido às diferenças de gênero na estabilidade da identidade da orientação sexual, a sexualidade masculina e feminina não é tratada como funcionando pelos mesmos mecanismos. Os pesquisadores continuam analisando a fluidez sexual para determinar melhor sua relação com os subgrupos de orientação sexual (bissexuais, lésbicas, gays etc.).

Bandeira do orgulho abrossexual

O uso do termo fluidez sexual foi atribuído a Lisa M. Diamond, especialmente em relação à sexualidade feminina. Vale lembrar que nem toda fluência sexual ou fluxo afetivo é uma abrossexualidade, por mais que permutáveis, visto que a fluidez pode caracterizar uma mudança identitária durante um período de vida de alguém, o que não indica que a atração sexual da pessoa flua ou seja fluido regularmente, não significa que a pessoa seja sexualmente fluída, como acontece com abrossexuais, sendo abrossexual aquele que flui de tempos em tempos sua sexualidade, vivenciando a fluidez. O termo também pode abranger indivíduos que são de orientação flexível ou bi-curiosa, como homoflexível e héteroflexível.

## Fundo
Frequentemente, a orientação sexual e a identidade sexual não são diferenciadas, o que pode ter um impacto na avaliação precisa da identidade sexual e se a orientação sexual pode ou não mudar; a identidade da orientação sexual pode mudar ao longo da vida de um indivíduo e pode ou não se alinhar com o sexo biológico, o comportamento sexual ou a orientação sexual real. Enquanto o Centro de Dependência e Saúde Mental e a Associação Americana de Psiquiatria declaram que a orientação sexual é inata, contínua ou fixa ao longo da vida de algumas pessoas, mas é fluida ou muda ao longo do tempo para outras, a Associação Americana de Psicologia distingue entre orientação sexual (uma atração inata) e identidade de orientação sexual (que pode mudar a qualquer momento da vida de uma pessoa). Cientistas e profissionais de saúde mental geralmente não acreditam que a orientação sexual seja uma escolha.
A Associação Americana de Psicologia afirma que "a orientação sexual não é uma escolha que pode ser alterada à vontade, e que a orientação sexual é provavelmente o resultado de uma complexa interação de fatores ambientais, cognitivos e biológicos... é moldada desde tenra idade...[e as evidências sugerem] biológicos, incluindo fatores hormonais genéticos ou inatos, desempenham um papel significativo na sexualidade de uma pessoa". Eles dizem que "a identidade da orientação sexual - não a orientação sexual - parece mudar via psicoterapia, grupos de apoio e eventos da vida". A Associação Americana de Psiquiatria diz que "os indivíduos talvez se conscientizem, em diferentes momentos de suas vidas, de serem heterossexuais, gays, lésbicas ou bissexuais" e "se opõem a qualquer tratamento psiquiátrico, como terapia 'reparativa' ou de 'conversão', baseada em a suposição de que a homossexualidade em si é um distúrbio mental ou com base na suposição prévia de que o paciente deve mudar sua orientação homossexual". Eles, no entanto, incentivam a psicoterapia afirmativa gay.
Em Sexual Fluidity, concedido com o Prêmio Distinto em Livros de Questões Lésbicas, Gays, Bissexuais e Transgêneros de 2009 pela Divisão 44 da American Psychological Association, Diamond fala da sexualidade feminina e tenta ir além do idioma das "fases" e "negação" ", argumentando que os rótulos tradicionais de desejo sexual são inadequados. Para algumas das 100 mulheres não heterossexuais que ela seguiu em seu estudo durante um período de 10 anos, a palavra bissexual não expressou verdadeiramente a natureza versátil de sua sexualidade. Diamond pede "uma compreensão ampliada da sexualidade do mesmo sexo".
Diamond, ao revisar pesquisas sobre identidades sexuais de mulheres lésbicas e bissexuais, afirmou que os estudos encontram "mudança e fluidez na sexualidade entre pessoas do mesmo sexo que contradizem os modelos convencionais de orientação sexual como uma característica fixa e de desenvolvimento precoce precoce". Ela sugeriu que a orientação sexual é um fenômeno mais conectado à sexualidade não-heterossexual feminina, afirmando", enquanto a orientação sexual nos homens parece funcionar como uma 'bússola' erótica estável, canalizando de maneira confiável a excitação e a motivação sexual para um ou outro gênero, a orientação sexual nas mulheres não parece funcionar dessa maneira... Como resultado desses fenômenos, a sexualidade do mesmo sexo das mulheres se expressa diferentemente da sexualidade do mesmo sexo dos homens em todas as fases do curso da vida."

## Biologia e estabilidade
A terapia de conversão (tentativas de mudar a orientação sexual) raramente é bem-sucedida. Na revisão de Maccio (2011) sobre as tentativas de terapia de reorientação sexual, ela lista dois estudos que afirmam ter convertido com sucesso gays e lésbicas em heterossexuais e quatro que demonstram o contrário. Ela procurou resolver o debate usando uma amostra que não foi recrutada de organizações religiosas. O estudo consistiu em 37 ex-participantes da terapia de conversão (62,2% eram do sexo masculino) de várias origens culturais e religiosas que, atualmente ou anteriormente se identificaram como lésbicas, gays ou bissexuais. Os resultados indicaram que não houve mudanças estatisticamente significativas na orientação sexual do pré para o pós-tratamento. Nas sessões de acompanhamento, as poucas mudanças na orientação sexual que ocorreram após a terapia não duraram. Este estudo é um suporte à origem biológica da orientação sexual, mas a população amostral em grande parte masculina confunde os resultados.
Outro apoio à origem biológica da orientação sexual é que o comportamento atípico de gênero na infância (ou seja, um menino brincando com bonecas) parece prever a homossexualidade na idade adulta (ver não-conformidade de gênero na infância). Um estudo longitudinal de Drummond et al. (2008) analisaram meninas com disforia de gênero (um exemplo significativo de comportamento atípico de gênero) e descobriram que a maioria dessas meninas cresceu para se identificar como bissexual ou lésbica. Muitos estudos retrospectivos que analisam o comportamento infantil são criticados por possíveis erros de memória; então um estudo de Rieger, Linsenmeier, Gygax e Bailey (2008) usou vídeos caseiros para investigar a relação entre comportamentos infantis e orientação sexual de adultos. Os resultados deste estudo apoiam a causa biológica, mas também é considerado um entendimento de como as suposições culturais sobre a sexualidade podem afetar a formação da identidade sexual.
Há fortes evidências de uma relação entre ordem de nascimento fraterna e orientação sexual masculina, e foram realizadas pesquisas biológicas para investigar potenciais determinantes biológicos da orientação sexual em homens e mulheres. Uma teoria é a teoria da razão do segundo para o quarto dedo (2D: 4D). Alguns estudos descobriram que mulheres heterossexuais tinham proporções 2D: 4D mais altas do que mulheres lésbicas, mas a diferença não foi encontrada entre homens heterossexuais e gays. Um estudo descobriu que homens gays têm, em média, estruturas pélvicas que mais se assemelham às das mulheres. Da mesma forma, um estudo mostrou que homens homossexuais têm um núcleo sexualmente dimórfico no hipotálamo anterior, que é do tamanho de mulheres. Estudos de gêmeos e familiares foram realizados na tentativa de decifrar o gene responsável pela determinação da orientação sexual, mas não tiveram êxito. Embora algumas pesquisas biológicas tenham resultados interessantes, uma revisão crítica de Mutanski, Chivers e Bailey (2002) lista muitos problemas metodológicos com essas pesquisas sobre orientação sexual. A grande maioria é feita apenas com homens e adultos, muitos usam medidas problemáticas de orientação sexual e os resultados não foram replicáveis.

## Mudanças na sexualidade

### Bissexualidade como uma fase transitória
A bissexualidade como uma fase de transição no caminho para se identificar como lésbica ou gay exclusivamente também foi estudada. Em um estudo longitudinal em larga escala, os participantes que se identificaram como bissexuais em um determinado momento tiveram uma probabilidade especialmente maior de mudar a identidade da orientação sexual ao longo dos seis anos de estudo. Um segundo estudo longitudinal encontrou resultados conflitantes. Se a bissexualidade é uma fase de transição, à medida que as pessoas envelhecem, o número de identificações como bissexuais deve diminuir. Nos 10 anos deste estudo (usando uma amostra apenas para mulheres), o número total de indivíduos que se identificaram como bissexuais permaneceu relativamente constante (oscilando entre 50-60%), sugerindo que a bissexualidade é uma terceira orientação, distinta da homossexualidade e heterossexualidade e pode ser estável. Um terceiro estudo longitudinal de Kinnish, Strassberg e Turner (2005) apoia esta teoria. Enquanto diferenças sexuais na estabilidade da orientação sexual foram encontradas para heterossexuais e gays / lésbicas, nenhuma diferença sexual foi encontrada para homens e mulheres bissexuais.
A bissexualidade permanece "subteorizada e subinvestigada".

### Dados demográficos
Um estudo de Steven E. Mock e Richard P. Eibach, de 2011, mostra que 2% dos 2.560 participantes adultos incluídos na Pesquisa Nacional de Desenvolvimento da Meia-Idade nos Estados Unidos relataram alterações nas identidades de orientação sexual após um período de 10 anos: 0,78% de homens e mulheres. 1,36% das mulheres que se identificaram como heterossexuais no início do período de 10 anos, bem como 63,6% das lésbicas, 64,7% das mulheres bissexuais, 9,52% dos homens gays e 47% dos homens bissexuais. Segundo o estudo, "esse padrão era consistente com a hipótese de que a heterossexualidade é uma identidade de orientação sexual mais estável, talvez por causa de seu status normativo" . No entanto, a identidade homossexual masculina, embora menos estável que a identidade heterossexual, foi relativamente estável em comparação com as outras identidades minoritárias sexuais ". Tendo apenas adultos incluídos no grupo examinado, eles não encontraram as diferenças de fluidez afetadas pela idade dos participantes. No entanto, eles afirmaram que "a pesquisa sobre estabilidade e mudança de atitude sugere que a maioria das mudanças ocorre na adolescência e na idade adulta jovem (Alwin e Krosnick, 1991; Krosnick e Alwin, 1989), o que poderia explicar o impacto reduzido da idade após esse ponto".

#### Homens versus mulheres
Pesquisas geralmente indicam que a sexualidade feminina é mais fluida que a sexualidade masculina. Em uma revisão seminal da literatura sobre orientação sexual, estimulada pelas descobertas de que a revolução sexual da década de 1970 afetou mais a sexualidade feminina do que a sexualidade masculina, pesquisa de Baumeister et al. indicaram que, quando comparados aos homens, as mulheres têm menor concordância entre atitudes e comportamentos sexuais, e os fatores socioculturais afetam a sexualidade feminina em maior grau; também descobriu que a mudança pessoal na sexualidade é mais comum entre as mulheres do que entre os homens. A sexualidade feminina (lésbica e hétera) muda significativamente mais do que os homens nas medidas dimensionais e categóricas da orientação sexual. Além disso, a maioria das mulheres homossexuais que anteriormente se identificaram como uma orientação sexual diferente identificou-se como heterossexual; enquanto que para os homens, a maioria anteriormente identificada como bissexual, acredita os autores, apoia a ideia de maior fluidez na sexualidade feminina. As mulheres também relatam ter se identificado com mais de uma orientação sexual, mais frequentemente do que os homens e são encontradas com níveis mais altos de mobilidade da orientação sexual. As mulheres também relatam ser bissexuais ou inseguras de sua sexualidade com mais frequência do que os homens, que mais comumente relatam ser exclusivamente gays ou heterossexuais. Durante um período de seis anos, também foi constatado que as mulheres exibem mais mudanças na identidade da orientação sexual e eram mais propensas a definir sua orientação sexual com termos não exclusivos.
A visão social construtivista sugere que o desejo sexual é um produto de processos culturais e psicossociais e que homens e mulheres são socializados de maneira diferente. Essa diferença na socialização pode explicar as diferenças no desejo sexual e na estabilidade da orientação sexual. A sexualidade masculina é centrada em fatores físicos, enquanto a sexualidade feminina é centrada em fatores socioculturais, tornando a sexualidade feminina inerentemente mais aberta à mudança. O maior efeito sobre a sexualidade feminina na revolução sexual da década de 1970 mostra que as mudanças na identidade da orientação sexual podem ser devidas a uma maior exposição a fatores moderadores (como a mídia). Na cultura ocidental, também se espera que as mulheres sejam mais expressivas emocionalmente e íntimas em relação a homens e mulheres. Essa socialização é uma causa plausível de maior fluidez sexual feminina. Não se sabe se a sexualidade feminina é naturalmente mais fluida e, portanto, as mudanças de fatores sociais ou fatores sociais tornam a sexualidade feminina menos estável.
Uma hipótese da psicologia evolutiva propõe que a bissexualidade assegura que as mulheres tenham recursos seguros e consistentes para seus filhos, promovendo a obtenção de contribuições maternas de outras mulheres. De acordo com essa visão, as mulheres são capazes de formar laços românticos com ambos os sexos e a fluidez sexual pode ser explicada como uma estratégia reprodutiva que garante a sobrevivência da prole.
Um estudo longitudinal concluiu que a estabilidade da orientação sexual era mais comum que a mudança. As diferenças de gênero na estabilidade da orientação sexual podem variar de acordo com o subgrupo e podem estar relacionadas a diferenças individuais mais do que as características do gênero.

#### Jovens (de 14 a 21 anos)
Um estudo que comparou a estabilidade da identidade da orientação sexual dos jovens entre os sexos encontrou resultados opostos à maioria dos resultados feitos com amostras de adultos. O estudo comparou a orientação sexual não-heterossexual de homens e mulheres ao longo de um ano e concluiu que jovens do sexo feminino eram mais propensas a relatar identidades sexuais consistentes do que os homens. O estudo foi realizado em um único ano. É necessária mais pesquisa por períodos mais longos para chegar a conclusões que comparem a estabilidade da sexualidade na juventude feminina e masculina.
Parece que a juventude ocorre quando a maioria das mudanças na identidade da orientação sexual ocorre no sexo feminino. Um estudo de 10 anos comparou a orientação sexual medida em quatro vezes durante o estudo. A maior mudança foi encontrada entre a primeira (tomada aos 18 anos) e a segunda (tomada aos 20 anos), que foi a única faixa de tempo que caiu durante a adolescência.
Um estudo de base populacional realizado durante 6 anos constatou que participantes do sexo masculino e feminino não heterossexuais (gays/lésbicas/bissexuais) eram mais propensos a mudar a identidade da orientação sexual do que os participantes heterossexuais. Um estudo de um ano descobriu que a identidade sexual era mais estável para os jovens gays e lésbicas quando comparados aos participantes bissexuais. Esses estudos indicam que os jovens bissexuais têm a sexualidade mais fluida. Os jovens gays e lésbicas têm uma identidade de orientação sexual mais consistente quando comparados aos jovens bissexuais, mas quando comparados aos jovens heterossexuais, sua sexualidade é mais fluida.
O processo de integração de identidade que os indivíduos passam durante a adolescência parece estar associado a mudanças na identidade sexual; os adolescentes que pontuam mais alto nas medidas de integração de identidade são mais consistentes em sua orientação sexual (8). Os jovens bissexuais parecem levar mais tempo para formar suas identidades sexuais do que os jovens consistentemente homossexuais ou heterossexuais modo que a bissexualidade pode ser vista como uma fase de transição durante a adolescência. Rosario et al. (2006) concluem que "a aceitação, o comprometimento e a integração de uma identidade gay / lésbica é um processo de desenvolvimento contínuo que, para muitos jovens, pode se estender até a adolescência e além". A fluidez da sexualidade durante a adolescência pode não refletir mudanças absolutas na orientação sexual, mas sim um processo de mudança. Embora os resultados de estudos interessados na estabilidade da sexualidade juvenil sejam interessantes, eles não devem ser comparados aos que estudam a sexualidade adulta.
Sabra L. Katz-Wise e Janet S. Hide relatam artigo publicado em 2014 em "Arquivos de Comportamento Sexual" de seu estudo sobre 188 mulheres e homens adultos jovens nos Estados Unidos com uma orientação para o mesmo sexo, com idades entre 18 e 26 anos. Nessa coorte, a fluidez sexual nas atrações foi relatada por 63% das mulheres e 50% dos homens, sendo 48% dessas mulheres e 34% desses homens relatando fluidez na identidade da orientação sexual.

### Transgêneros
Até o momento, há pouca ou nenhuma pesquisa sobre a estabilidade da identidade da orientação sexual na comunidade transgênero. Eles podem ser estudados independentemente daqueles que se identificam com papéis de gênero culturalmente convencionais. Alguns indivíduos transgêneros não se identificam consistentemente como um gênero e alguns consideram inadequados os rótulos de orientação sexual convencional. Desenvolvimentos em pesquisas sugerem que indivíduos transexuais provavelmente classificarão sua orientação sexual de maneiras não binárias, usando suas experiências e sentimentos sexuais passados e presentes para representar sua orientação sexual, em vez de usar aquelas baseadas em descrições tradicionais de sexo ou gênero.

## Debate cultural
A exploração sobre fluidez sexual iniciada por Lisa M. Diamond apresentou um desafio cultural para a comunidade LGBT; isso ocorre porque, embora os pesquisadores geralmente enfatizem que as mudanças na orientação sexual são improváveis, apesar das tentativas de terapia de conversão, a identidade sexual pode mudar com o tempo. Essa orientação sexual nem sempre é estável desafia as opiniões de muitos na comunidade LGBT, que acreditam que a orientação sexual é fixa e imutável. Por exemplo, a atenção do público e da mídia após a estreia de Ruby Rose em Orange Is the New Black envolveu mulheres heterossexuais em grande parte comentando sua aparência física, e afirmando que elas "iriam se apaixonar por ela"; isso resultou em um novo discurso aberto sobre fluidez sexual e se a orientação sexual pode ou não mudar, com alguns meios de comunicação, incluindo críticos de lésbicas, expressando desaprovação em relação às mulheres heterossexuais declarando que estariam romântica ou sexualmente interessadas em Rose.
Alguns pesquisadores de fluidez sexual são membros da comunidade LGBT. Diamond é lésbica e Ritch C. Savin-Williams é gay. Pessoas com fluidez sexual ou uma mudança na identidade de orientação sexual podem aparecer. Esse foi o caso de Chirlane McCray, esposa de Bill de Blasio, que falou sobre o casamento com um homem 34 anos depois de escrever um ensaio de 1979 sobre como sair como lésbica. Ela afirmou que "é mais do que apenas um rótulo" e que de repente não se considerava sexualmente atraída por homens, mas sim de Blasio.
Há algum nível de debate cultural sobre as questões de como (e se) a fluidez "funciona" entre os homens e as questões de flutuações nas atrações e excitação nos bissexuais masculinos.